# 三B
在古典音乐史中，三B指三位古典时期的德国作曲家，他们是：巴赫（Bach）、贝多芬（Beethoven）、勃拉姆斯（Brahms）。此一詞語常用在古典音乐的討論中，以表示這三位音樂家在古典音樂中的代表性。
三B一詞語最早是由彼得·科内利乌斯在1854年提出，他所指的三B是贝多芬、巴赫及法國作曲家白遼士（Berlioz），後來是由汉斯·冯·彪罗提出以勃拉姆斯取代白遼士，也就是現在常提到的三B。

## 起源
科内利乌斯在《音乐广讯报》的一篇文章中，將白遼士當作第三個B，在該文章的最後以「Bach, Beethoven, Berlioz!」作為結尾。數十年後彪罗在給朋友的信上用了以下的雙關語：「Mein musikalisches Glaubensbekenntniss steht in Es dur, mit drei B-en in der Vorzeichnung: Bach, Beethoven, und Brahms!」。在德文中，B代表B♭也代表降音符，上述的話可以翻譯為：「我音樂的信條是降E大調，其中的調號有三個b（降音符）：贝多芬、巴赫及勃拉姆斯！」